# Тримерно биопринтиране
Тримерното биопринтиране (3D биопринтиране) се нарича процесът по създаване на клетъчни щампи в определено ограничено пространство, използвайки технологиите за тримерен печат, като клетъчните функции и жизнеспособност биват запазени в принтирания продукт.:с. 1 По принцип 3D биопринтирането използва метода с послойно нанасяне на материали, известни като биомастила, с цел създаване на подобни на тъкан структури, които впоследствие да се използват за нуждите на медицината и тъканното инженерство. Биопринтирането обхваща широк кръг от материали. Понастоящем може да се използва за отпечатване на тъкани и органи за нуждите на клиничното изпитване на лекарствени средства. В допълнение, 3D биопринтирането вече включва отпечатването на импланти., които могат да се ползват за регенериране на стави и сухожилия. Първият патент, свързан с тази технология, е подаден за регистрация в САЩ през 2003 година и регистриран през 2006 година.:с. 1

## Процес
3D биопринтирането като цяло протича в следните три стъпки: предбиопечат, биопечат и постбиопечат.

### Предбиопечат
Предбиопечатът е процес на създаване на модел, който принтерът впоследствие ще създаде, както и избор на материалите, които ще се използват. Една от първите стъпки е да се получи биопсия на органа. Технологиите, обичайно използвани за биопринтиране, са компютърна томография и магнитен резонанс. За послойното отпечатване се прави томографска реконструкция на изображенията и сведени до двумерни проекции се изпращат на принтера за отпечатване. Веднъж след като образът се създаде, определени клетки се изолират и размножават. Тези клетки после се смесват със специален втечнен материал, който осигурява кислород и хранителни вещества, които поддържат клетките живи. В някои случаи клетките се капсулират в клетъчни сфероиди с размер 500μm в диаметър. Такава клетъчна агрегация няма нужда от имплант и се изисква за поставяне в тръбовидни тъкани.:с. 165

### Биопечат
На втората стъпка, течната смес, наречена „биомастило“ от клетки, междуклетъчно вещество и хранителни вещества, се поставя в касетата на биопринтера и при печата се отлага съгласно медицинските сканирани изображения на пациента. Когато биопринтираната пред-тъкан се премести в инкубатор, тя се развива до тъкан.
Тримерното биопечатане за изработване на биологични конструкти обичайно включва впръскването на клетки върху биосъвместимо скеле (имплант), използвайки последователен послоен подход, за да се генерират тъканоподобни тримерни структури.* Получени с 3D биопринтиране изкуствени органи като черен дроб и бъбрек нямат жизненоважни компоненти като кръвоносни съдове, тубули за събиране на урината и други, и растеж на клетките от порядъка на милиарди. Без тези компоненти, органът няма възможност да си набави основни хранителни вещества и кислород. Предвид, че всяка тъкан в тялото е съставена от различни типове клетки, много технологии за принтиране на тези клетки се различават в способността си да осигурят клетъчната жизнеспособност и стабилност по време на процеса на производство. Някои от методите, използвани за тримерен биопечат, са фотолитография, магнитен биопечат, стереомитография, и директно клетъчно пресоване.:с. 196

### Постбиопечат
Процесът по постбиопечат е нужен, за да се създаде стабилна структура от биологичния материал. Ако процесът не е добре подготвен, се рискуват механичната цялост и функционалност на отпечатания с тримерно принтиране обект. За целта са нужни както механични, така и химически стимулации. С тези стимулации се изпращат сигнали на клетките да контролират ремоделирането и растежа на тъканите. В допълнение, технологията на биореакторите позволява бързото „съзряване“ на тъканите, васкуларизацията (сдобиване с кръвоносна мрежа) на тъканите и способността им да толерират трансплантирани тъкани.
Биореакторите работят като способстват за преноса на хранителни вещества до тъканите, създаване на микросреди, промяна на налягането. Всеки вид биореактор е подходящ за различен вид тъкан, например биореакторите с компресия са подходящи при генерирането на хрущялна тъкан. :с. 198